# Lijst van voetballers - W
Dit is een lijst van voetballers met een artikel op Wikipedia van wie de achternaam begint met de letter W.

## Wa

### Waa
- Walter Waalderbos
- Jasper Waalkens
- Raymond de Waard
- Peter van der Waart

### Wæ
- Kjetil Wæhler

### Wag
- Marc Wagemakers
- Jelle Wagenaar
- Josh Wagenaar
- Lucio Wagner
- Nico Wagner
- Sandro Wagner
- Tomáš Wágner
- Chris de Wagt

### Wah
- Elye Wahi
- Hauke Wahl

### Wai
- Tobias Waisapy

### Wak
- Wesley Wakker

### Wal
- Dennis van der Wal
- Rence van der Wal
- Stef Walbeek
- Tomasz Wałdoch
- Johan Walem
- Patrik Wålemark
- Alexander Walke
- Des Walker
- Ian Walker
- Harold Wallace
- Lee Wallace
- Rodney Wallace
- Ross Wallace
- Sandy Walsh
- Fritz Walter (1920-2002)
- Fritz Walter (1960)

### Wam
- Silas Wamangituka

### Wan
- Aaron Wan-Bissaka
- Paulo Wanchope
- Hans Wanders
- Carlos van Wanrooij
- Victor Wanyama

### Wap
- Harald Wapenaar

### War
- Jamie Ward
- Joel Ward
- Amr Warda
- Paul Warhurst
- Django Warmerdam
- Henk Warnas
- Krzysztof Warzycha
- Robert Warzycha

### Was
- Dante Washington
- Marcin Wasilewski
- André Wasiman
- Koos Waslander
- Kendall Waston

### Wat
- Silvester van der Water
- Thijs Waterink
- Boy Waterman
- Ronald Waterreus
- Ollie Watkins
- Ben Watson
- Dion Watson
- Je-Vaughn Watson
- Matt Watson
- Tom Watson
- Jamie Watt
- Kevin Wattamaleo
- Jared Watts
- Siegmar Wätzlich

### Wau
- Nyron Wau

## Wd
- Dariusz Wdowczyk

## We
- George Weah
- Josip Weber
- Kurt Weckström
- Sander Weenk
- Chris van der Weerden
- Jochem de Weerdt
- Paul Weerman
- Ingo van Weert
- Robert van der Weert
- Tom van Weert
- Kenny van der Weg
- Bas van Wegen
- Jan Weggelaar
- Erik Wegh
- Wout Weghorst
- Gerrit Wegkamp
- Dennis Wegner
- Lasse Wehmeyer
- Roger Wehrli
- Robbin Weijenberg
- Ian Wells
- Albert van der Weide
- Li Weifeng
- Henri Weigelt
- Carlo Weis
- Konrad Weise
- Vladimír Weiss
- Vladimír Weiss
- Markus Weissenberger
- Welder
- Niels Wellenberg
- Timon Wellenreuther
- Stephen Wellman
- Nahki Wells
- Oscar Wendt
- Daryl Werker
- Pontus Wernbloom
- Jürgen Werner
- Timo Werner
- Jarno Westerman
- Christian Wetklo
- Hendrik Weydandt

## Wh
- Adam Wharton
- Norman Whiteside
- Peter Whittingham
- Trevor Whymark

## Wi
- Bror Wiberg
- Artur Wichniarek
- Raphael Wicky
- Jannes Wieckhoff
- Felix Wiedwald
- Ties Wieggers
- Gregory van der Wiel
- Rob Wielaert
- Jesse Wielinga
- Roel Wiersma
- Tomasz Wieszczycki
- Georginio Wijnaldum
- Jesse Wijnen
- Ben Wijnstekers
- Oscar Wilffert
- Christian Wilhelmsson
- Lee Wilkie
- Ray Wilkins
- Alex Wilkinson
- Luke Wilkshire
- William De Amorim
- William de Asevedo Furtado
- Bert Williams
- George Williams
- Mark Williams
- Mark Williams
- Stuart Williams
- Willum Þór Willumsson
- Marc Wilmots
- Marc Wilmots
- Stef Wils
- Danny Wilson
- Mark Wilson
- Kevin Wimmer
- Patrick Wimmer
- Josh Windass
- Hans Winter
- Nigel Winterburn
- Óscar Wirth
- Alain Wiss
- Jarkko Wiss
- Rob de Wit
- Mattheus de Wit
- Axel Witsel
- Maximilian Wittek

## Wo
- Roland Wohlfarth
- Paweł Wojciechowski
- Grzegorz Wojtkowiak
- Cees de Wolf
- John de Wolf
- Stefan Wolf
- Marius Wolf
- Thomas Wolf
- Vilhelm Wolfhagen
- Marco Wölfli
- Ricky van Wolfswinkel
- Rico Wolven
- Chris Wood
- Tony Woodcock
- Chris Woods
- Ivan Woods
- Ryan Woods
- Vivian Woodward
- Rutger Worm
- Joe Worrall
- Dariusz Wosz
- Lucas Woudenberg

## Wr
- Bailey Wright
- Billy Wright
- Mark Wright
- Richard Wright
- Shaun Wright-Phillips

## Wu
- Rasmus Würtz
- Dries Wuytens
- Jan Wuytens
- Stijn Wuytens

A · B · C · D · E · F · G · H · I · J · K · L · M · N · O · P · Q · R · S · T · U · V · W · X · Y · Z